# Nikolaus Pevsner
Nikolaus Pevsner (Leipzig, 30 de gener del 1902 - Londres, 18 d'agost del 1983) va ser un crític d'arquitectura alemany. Es va formar a les Universitats de Leipzig, Múnic, Berlín i Frankfurt. La seva primera ocupació, conservador auxiliar de la Galeria de Dresden, la va realitzar entre 1924 i 1928, duent a terme posteriorment un càrrec com a professor d'Història de l'Art i d'Arquitectura a la Universitat de Göttingen, des de 1929 a 1933.
Durant el període de la seva estança a aquesta Universitat, Pevsner va dur a terme les seves primeres investigacions sobre l'etapa precedent a la formació del Moviment Modern, tema sobre el qual va pronunciar un discurs el 1930.
Es va traslladar a Gran Bretanya i va publicar, el 1936, el seu primer assaig: Pioneers of Modern Movement from William Morris to Walter Gropius, primera temptativa coherent d'aïllar la línia de pensament desencadenadora de l'arquitectura moderna. Amb aquesta obra, Pevsner rebutjava la idea, fina aquell moment acceptada, que considerava com a precursors del Moviment Modern a les obres enginyerals del segle XX o els assajos figuratius dels pintors, demostrant un origen a partir d'una concepció moral i intel·lectual plantejada per primer cop per l'arquitecte noucentista W. Morris, a la que se li van unir successivament les obres dels enginyers, les experiències figuratives dels pintors i les aportacions dels arquitectes d'avantguarda entre 1890 i 1914. Aquesta publicació va assentar les bases necessàries per donar un marc històric seriós a les conclusions sobre el Moviment Modern.
El 1937, amb la publicació d'un altre assaig: An Inquiry into Industrial Art in England, va profunditzar en el coneixement del moviment per la reforma de les arts aplicades, trobant de nou com a precursor a Morris. Aquesta obra va tenir una influència directa en la formació de la nova arquitectura anglesa, en la qual va introduir un ampli coneixement del moviment europeu.
Va ensenyar Belles Arts a la Universitat de Cambridge (1949-1955) i va treballar com a ajudant al St. John College entre 1950 i 1955. El 1967 es va retirar de la seva ocupació com a professor al Birbeck College, de la Universitat de Londres, en la qual va ser el primer professor d'Història de l'Art. L'any de la seva retirada va ser guardonat amb la medalla d'or del Royal Institute of British Architects.
Les seves principals publicacions constitueixen els següents llibres: Outline of European Architecture, Pioneers of Modern Design, The Englishness of English Art i volums a la sèrie Buildings of England, a més de la seva feina com a director de la Pelican History of Art. Mostra un interés especial la seva col·laboració amb l'arquitecte Carlos Raúl Villanueva (1900-1975), en la projecció de la ciutat universitària de Caracas, realitzada entre els anys 1944 i 1946, i completada al llarg dels anys cinquanta.